# Cronologia di York
Quella che segue è una linea del tempo della storia cittadina di York, nel North Yorkshire nell'Inghilterra settentrionale.

## I - IV secolo
- 71 – Quinto Petillio Ceriale e la Legio VIIII Hispana romana fondano un forte (castrum) presso il fiume Ouse alla sua congiunzione col fiume Foss. Vengono erette probabilmente le prime mura della città, allargate sino al III secolo.
- 95–104 – Prime notizie della città col nome di Eboracum.
- 107-108 – Ultimi riferimenti alla presenza della Legio VIIII Hispana ad Eboracum.[1]
- 119 – La Legio VI Victrix giunge ad Eboracum.
- 122 – L'imperatore Adriano visita la città durante la sua visita nella provincia.
- 190–212 – Periodo durante il quale Claudio Ieronimiano è legatus della Legio VI Victrix di base ad Eboracum e qui fonda un tempio dedicato a Serapide.
- 208–211 – Settimio Severo con la famiglia imperiale visita Eboracum. Le sue campagne per l'invasione della Caledonia hanno base in loco.
- 211 – 4 febbraio: l'imperatore romano Settimio Severo muore ad Eboracum.
- c. 214 – Eboracum diviene il centro amministrativo della Britannia Inferior.
- 306 – 25 luglio: Costantino il Grande è acclamato imperatore dalle sue truppe ad Eboracum alla morte di suo padre Costanzo Cloro.
- 383 – Ultime tracce sostanziali della presenza romana nel nord dell'Inghilterra.

## V - X secolo
- 625 – 21 luglio?: Paolino viene consacrato primo vescovo di York.
- 627 – Paolino fonda la prima (allora in legno) cattedrale cittadina per la cerimonia del battesimo di re Edwin di Northumbria; viene fondata anche la St Peter’s School.
- 637 – Viene completata la costruzione della cattedrale cittadina in pietra dedicata a San Pietro.
- 735 – Il vescovo Egberto viene elevato a primo arcivescovo di York.[2] Fonda una biblioteca ed una scuola in città.
- 741 – La cattedrale è distrutta da un incendio; viene successivamente ricostruita più grande.
- 866 – novembre: La "Grande armata danese" dei vichinghi guidata da Ivarr il Disossato prende York, difendendola nel marzo dell'867 dal contrattacco dei northumbriani.
- 876 – I danesi catturano la Northumbria meridionale e vi fondano il Regno di York[2] sotto Halfdan Ragnarsson.
- c. 897 – Viene riaperta la zecca della città.
- c. 919 – Il capo norico Ragnall ua Ímair cattura York.[3]
- 927 – Æthelstan, re degli anglosassoni, espelle Gofraid ua Ímair da York.[4]
- 939 – Il re norico-gaelico di Dublino, Olaf III Guthfrithsson cattura York.[2]
- 944 – Re Edmondo I d'Inghilterra strappa York ai Vichinghi.[5]
- 947 – Erik I di Norvegia diviene re di Northumbria per la prima volta su invito di Wulfstan I, arcivescovo di York.[2]
- 954 – Erik I di Norvegia viene deposto e successivamente ucciso.

## XI - XIV secolo
- 1065 – 3 ottobre: i ribelli northumbriani catturano York grazie al fratello del fuorilegge Harold Godwinson, Tostig e scelgono Morcar di Northumbria quale loro nuovo conte.[2]
- 1068 – Morcar guida una rivolta in Northumbria, ma Guglielmo il Conquistatore sconfigge i ribelli a York[5] e fa costruire un primo castello di tipo motte-and-bailey probabilmente sul sito dell'attuale Castello di York.
- 1069 – c. 28 gennaio: i ribelli northumbriani attaccano York.[2]
- Inverno del 1069–1070 – Devastazione dell'Inghilterra settentrionale: Guglielmo soffoca le ribellioni del nord dell'Inghilterra brutalmente[6] e costruisce un secondo castello del tipo motte-and-bailey presso l'attuale Baile Hill.
- 1070 – 23 maggio: il primo arcivescovo normanno, Tommaso di Bayeux, viene nominato ed inizia la ricostruzione della York Minster.[2]
- 1088 – gennaio/febbraio: viene rifondata l'Abbazia di St Mary.
- 1126 – gli arcivescovi di Canterbury e York sono dichiarati eguali per dignità.[2]
- 1137 – giugno: la York Minster e la città sono pesantemente danneggiate da un incendio, ma la cattedrale viene ben presto ricostruita; viene costruito il St Peter’s Hospital viene rimpiazzato dal St Leonard’s Hospital.
- 1154 – Il ponte sull'Ouse collassa sotto il peso della folla che va ad accogliere il nuovo arcivescovo Guglielmo di York al suo ritorno dall'esilio. L'8 giugno Guglielmo muore, apparentemente avvelenato durante la messa.
- 1182 – Viene garantita una prima costituzione ai cittadini locali.
- 1190 – 16 marzo: una folla di 150 ebrei (tra cui il loro capo Josce) viene massacrata nella Clifford’s Tower del Castello di York.[2]
- 1212 – 9 luglio: ai cittadini di York viene concesso di raccogliere proprie tasse e di nominare un proprio sindaco (il primo noto nel 1217).
- 1220 – ricostruzione della York Minster in stile gotico sotto l'arcivescovo Walter de Gray (m. 1255), iniziando dal transetto sud (completata nel 1240 circa).
- 1228 – Natale: nel corso della visita di re Enrico III una tormenta distrugge le prigioni in legno del Castello di York.
- 1237 – 25 settembre: Trattato di York siglato tra Enrico III d'Inghilterra e suo cognato Alessandro II di Scozia.
- 1244 – Enrico III ordina la ricostruzione del castello locale in pietra, completato nel 1272 circa.
- c. 1260 – nella York Minster
  - Inizio della costruzione del transetto nord con le finestre denominate "Five Sisters" (in grisaille).
  - Inizio della costruzione della sede capitolare di forma ottagonale decorata in stile gotico (completata nel 1296).
- 1291 – Inizio della costruzione della navata della York Minster.[5]
- 1298–1304 – Edoardo I ospita il Cancelliere dello Scacchiere ed il suo ufficio al castello mentre la cancelleria viene posta presso l'abbazia di York.[7]
- 1316 – La Lady Row viene costruita nella Goodramgate.
- 1319 – 20 settembre: Prima guerra d'indipendenza scozzese: vittoria scozzese nella battaglia di Myton sui difensori di York.[2] Molti sacerdoti ed il sindaco di York vengono uccisi.
- 1328 – Edoardo I sposa Filippa di Hainault nella cattedrale cittadina. Si tiene un torneo in loro onore.
- 1335 – Il parlamento si riunisce a York; successivamente si riunirà come di consueto a Westminster (Londra).
- 1337 – c. 8 luglio: morte di Guglielmo di Hatfield, figlio secondogenito di Edoardo III e della regina Filippa, a soli due mesi dalla nascita; viene sepolto nella cattedrale cittadina.
- 1344 – Viene riaperta la zecca al castello.
- 1349 – La peste nera raggiunge York.[2] 50% della popolazione muore.
- 1350 c. – Viene completata la costruzione della navata principale della York Minster. Vengono terminate le finestre della navata occidentale, dette "Heart of Yorkshire".
- 1357 – Inizia la costruzione della Merchant Adventurers' Hall.[8]
- 1361 – Inizia la costruzione del coro della York Minster in stile gotico perpendicolare.
- 1376 – festa del Corpus Domini: prima citazione delle York Mystery Plays, anche se probabilmente si originarono negli anni '40 del medesimo secolo.
- 1381 – estate: Rivolta dei contadini. Rivolte a York per quasi un anno.
- 1389 – il sindaco locale ottiene il titolo di Lord Mayor di York, secondo in precedenza al solo Lord Mayor di Londra.
- 1396 – Riccardo II garantisce alla città la creazione di una contea.

## XV-XVI secolo
- c. 1400 – Viene costruita la lanterna della torre della All Saints’ Church.
- 1405 – 8 giugno: a seguito della soppressione di una rivolta iniziata nel nord in aprile dalla famiglia dei Percy, l'arcivescovo di York Richard Scrope e altri vengono decapitati a York.[2]
- 1407 – La torre centrale della York Minster crolla per la mancanza di adeguate fondamenta; venne ricostruita dal 1420 in stile gotico perpendicolare.
- 1408 – Viene completata la vetrata est della York Minster (iniziata nel 1405 circa) la più grande vetrata medievale del mondo, ad opera del pittore John Thornton di Coventry.
- 1434 – Costruzione della Mulberry Hall.
- c. 1450 – Completamento del coro della York Minster.
- 1453 – Apre la York Guildhall.
- 1460 – Fondazione del St William's College.
- 1464 – 1º giugno: Trattato di York siglato tra Inghilterra e Scozia.
- 1471 – 14 marzo: Guerra delle due rose: il deposto Edoardo IV sbarca con le sue forze a Ravenspur,[2] muovendosi velocemente per assicurarsi la conquista di York.
- 1472 – La York Minster viene consacrata dopo il completamento delle sue torri ovest.
- 1476 – 13 marzo: Riccardo di Gloucester nomina degli ufficiali civili alla Bootham Bar.[9]
- 1483 – 8 settembre: Edoardo di Middleham è investito del titolo di principe di Galles[2] da suo padre il nuovo re Riccardo III nel palazzo dell'arcivescovo.
- 1486 e 1487 – Enrico VII visita la città.
- c. 1500 – La Rose window viene installata alla York Minster per commemorare la fine della Guerra delle due rose nel 1487
- 1525–36 – La nuova chiesa di St Michael le Belfrey viene costruita grazie all'opera del capomastro John Forman.
- 1536 – c. ottobre: il Pilgrimage of Grace occupa York.
- 1538 – dissoluzione dei monasteri: la York Franciscan Friary viene disciolta.
- 1539 – dissoluzione dei monasteri: dissoluzione dell'Abbazia di St Mary e dell'adiacente St Leonard’s Hospital. Il King's Manor diviene sede del Council of the North.
- 1541 – Enrico VIII visita la città.
- 1569 – Vengono soppresse le York Mystery Plays.
- 1586 – 25 marzo: Margaret Clitherow viene martirizzata con una  peine forte et dure per aver dato ospitalità ad un sacerdote cattolico.

## XVII secolo
- 1616 – giugno: primo acquedotto cittadino e rete di fornitura d'acqua.
- 1617 – Giacomo I visita la città.
- 1633 – Carlo I visita la città.
- 1642 – 19 marzo–3 luglio: Carlo I tiene corte a York. Il Great Seal of the Realm gli viene qui inviato il 17 maggio.[10]
- 1644
  - 16 luglio: Prima guerra civile inglese: le forze parlamentari catturano York;[2] Thomas Fairfax evita danni alla cattedrale ed alle chiese cittadine.
- 1674 – Viene costruita la Friends meeting house a Friargate.
- 1676 – Il criminale John Nevison viaggia dal Kent a York in un giorno per farsi un alibi.[11]
- 1677 – restauro della rete degli acquedotti cittadini
- 1679 – 7 agosto: Nicholas Postgate viene impiccato, sventrato e squartato a Knavesmire in quanto sacerdote cattolico.
- 1684 – 23 aprile: un'esplosione nella polveriera della Clifford’s Tower al Castello di York porta gravissimi danni alla struttura intera e la guarnigione della città viene abbandonata.
- 1686 – 5 novembre: viene fondato il Bar Convent, il più antico convento post-riforma in Inghilterra.[12]

## XVIII secolo
- 1705 – La prigione dei debitori viene completata al Castello di York.
- 1709 – Prime notizie di una corsa di cavalli a Clifton Ings.
- 1719 – 23 febbraio: pubblicazione del primo quotidiano della città, lo York Mercury, ad opera di Grace White.
- 1726 – La Judges' Lodgings viene completata per il medico Clifton Wintringham senior.
- c. 1731 – Prima corsa di cavalli al York Racecourse sul Knavesmire.
- 1732
  - agosto: apre la York Assembly Rooms (disegnata in stile palladiano da Richard Boyle, III conte di Burlington).
  - La Mansion House (iniziata nel 1725) viene completata come residenza ufficiale del Lord Mayor della città.
- 1739 – 7 aprile: il brigante ed omicida Dick Turpin viene impiccato allo "York Tyburn" sul Knavesmire per furto di cavalli dopo un periodo di imprigionamento al Castello di York e regolare processo in loco.
- 1740 – aprile: viene fondato lo York County Hospital.
- 1744 – viene aperto il New Theatre.
- 1759 – dicembre: Laurence Sterne pubblica i suoi primi due volumi del suo racconto comico The Life and Opinions of Tristram Shandy, Gentleman stampato a York e venduto nel negozio di Ann Ward.
- 1767 – fondazione della fabbrica di confetture che diverrà in seguito nota come Terry's.
- 1769 – 8 aprile: lo Theatre Royal riapre dopo aver ottenuto una patente regia e sotto l'amministrazione di Tate Wilkinson.[13]
- 1770 – viene costruito il mulino di Holgate.
- 1774 – Inclosure Act di Acomb e Holgate.
- 1777
  - Nel cortile del Castello di York
    - viene completata la Corte d'Assise (disegnata da John Carr).
    - il cerchio centrale di erba della fortezza viene denominato "Eye of the Ridings".

  - il County Lunatic Asylum (disegnato da John Carr), origine del Bootham Park Hospital, viene completato.
- 1778 – viene realizzato l'orologio della chiesa di St Martin a Coney Street.
- 1780–1785 – nuova prigione femminile (disegnata da John Carr) costruita presso il Castello di York.
- 1783 – maggio: lo yorkese John Goodricke presenta le sue conclusioni sul fatto che la stella variabile di Algol sia una eclisse binaria. La presentazione avviene alla Royal Society di Londra.
- 1784 – 19 ottobre: John Goodricke inizia le sue osservazioni sulla stella variabile Delta Cephei.
- 1788 – apre il pubblico dispensario per i poveri presso Merchant Adventurers' Hall.
- 1794 – aprile: la Foss Navigation Company inizia a compiere delle opere sul fiume Foss. Viene costruito il Monk Bridge (disegnato da Peter Atkinson).
- 1796 – The Retreat viene fondato dal quacchero William Tuke, pioniere del trattamento umano nei confronti di persone con disturbi mentali.

## XIX secolo
- 1803–1842 – La Manchester Academy viene riaperta a York di modo da poter avere Charles Wellbeloved a capo dell'istituzione.
- 1811 – il quacchero William Alexander apre una libreria a Castlegate, poi acquistata dalla famiglia di stampatori Sessions.
- 1812 – viene completato il nuovo ponte in pietra sul fiume Foss (disegnato da Peter Atkinson).
- c. 1815 – George Hudson si sposta a York.
- 1821 – il nuovo Ouse Bridge (disegnato da Peter Atkinson) viene completato.
- 1822 – Joseph Rowntree apre una drogheria, originando così l'industria del cioccolato Rowntree's.
- 1823 – la York Gas Light Company incorporated apre a Layerthorpe.
- 1824 – 1º settembre: la Yorkshire Fire & Life Insurance Company apre i battenti.[14]
- 1825 – Mary Tuke apre la drogheria della famiglia Tuke, che originerà poi l'industria del cioccolato Rowntree's.
- 1827 – la Yorkshire Philosophical Society inizia gli scavi presso l'Abbazia di St Mary, prima della costruzione dello Yorkshire Museum su parte del sito.
- 1829 – 1–2 febbraio: il coro ed il tetto della navata della York Minster vengono seriamente danneggiati da un incendio doloso provocato dal fanatico religioso Jonathan Martin (in seguito individuato ma giudicato insano di mente).[15]
- 1830 – febbraio: lo Yorkshire Museum (progettato in revival greco da William Wilkins) viene aperto dalla Yorkshire Philosophical Society sul terreno dell'Abbazia di St Mary.
- 1832 – 2 giugno: una pandemia di colera si diffonde a York.[16]
- 1833–36 – viene costruito il St Leonard's Place.
- 1836
  - viene fondata la prima forza di polizia unificata.
  - viene fondata la York Public Cemetery Company.
- 1837 – viene fondata la Walker Iron Foundry.[17]
- 1839 – 29 May: York and North Midland Railway opens the city’s first railway station.[18]
- 1840
  - 11 maggio: il leader cartista Feargus O'Connor viene imprigionato al Castello di York per libelli sediziosi pubblicati sul The Northern Star.
  - 20 maggio: il tetto della navata principale della York Minster viene distrutto da un incendio accidentale.
  - 17 luglio: viene aperta la Wesleyan Centenary Chapel.[19]
- 1842 – vengono avviati i primi lavori di costruzione della ferrovia locale.[18]
- 1844 – la York Gas Light Company e la York Union Gas Light Company vengono unificate.
- 1845 – la York Penitentiary Society da rifugio alle prostitute e si occupa di redimerle.
- 1846 – viene costituita la York New Waterworks Company.
- 1851–52 – la Walker Iron Foundry rifornisce il British Museum di Londra.
- 1853 – lo York Drainage ed il Sanitary Improvement Act provvede ai lavori di drenaggio del fiume Foss.
- 1862 – il quacchero Henry Isaac Rowntree compra l'industria di confezioni della famiglia Tuke, dando origine alla Rowntree's.
- 1863 – 8 gennaio: viene aperto il Lendal Bridge (disegnato da Thomas Page).[20]
- 1868 – 31 ottobre: il New Corn Exchange apre al commercio.[21]
- 1877 – 25 giugno: la North Eastern Railway apre la stazione ferroviaria di York.[18]
- 1880
  - 27 ottobre: la York Tramways Company inaugura il suo primo servizio di tram a cavalli.[22]
  - viene fondata la profumeria Burgins.
  - apre la Foss Islands branch line
- 1881 – 10 marzo: viene aperto il Skeldergate Bridge.[23]
- 1882
  - viene aperta la York Art Gallery.
  - The Evening Press inizia la sua pubblicazione.
- 1884 – la North Eastern Railway inizia la sua produzione ad Holgate.[18] Holgate viene incorporata nella città.
- 1890 – viene istituito il dipartimento dei Browns.
- 1894 – agosto: il Lendal Bridge viene liberato dai pedaggi.

## XX secolo
- 1900 – viene avviata la prima centrale elettrica della città a Layerthorpe con l'apertura poi della Foss Island Power Station.[24]
- 1901 – Seebohm Rowntree pubblica Poverty, A Study of Town Life basato su un sondaggio sociologico nella città di York.
- 1902–1904 – costruzione del villaggio modello di New Earswick.
- 1906 – 24 novembre: la North Eastern Railway apre i suoi nuovi uffici in città.[18]
- 1908
  - 23 novembre: New Picture Palace, ex Wesleyan Methodist New Street Hall, apre il primo cinema permanente in città.[25]
  - York City F.C. fondato da un amatore dell'Association football club.
- 1910 – 20 gennaio: la York Corporation Tramways inaugura un servizio elettrico di trasporti su tram.
- 1911
  - 13 luglio: uno sciopero dei mugnai porta a delle rivolte locali.[26]
  - l'Electric Cinema, Fossgate, apre la prima struttura appositamente pensata come cinema pubblico.[25]
- 1914 – 1º aprile: lo Skeldergate Bridge viene liberato dal pedaggio.
- 1916 – 2 maggio: un raid dello Zeppelin su York uccide 9 persone.
- 1922
  - 6 maggio: lo York City F.C. viene rifondato.
  - la London and North Eastern Railway dà il via al proprio museo privato attorno alla stazione locale, dando origine all'attuale National Railway Museum.[18]
- 1926 – 
  - Terry's apre la The Chocolate Works.[27]
  - la York sugar beet apre i battenti.
- 1935 – 16 novembre: la York Corporation Tramways viene chiusa e rimpiazzata da un servizio di trasporti su gomma.
- 1937
  - settembre: apre il Regal Cinema; l'Odeon, in Blossom Street, apre i battenti in quello stesso anno.
  - Acomb viene incorporata nella città.[28]
- 1938 – 23 aprile: lo York Castle Museum apre i battenti.
- 1942
  - 28/29 aprile: Baedeker Blitz: il raid aereo uccide 79 civili, colpisce la York Guildhall, la chiesa di St Martin a Coney Street ed il deposito delle locomotive ferroviarie.
  - ottobre: la RAF Elvington riapre la propria base aerea.
- 1948 – York: A Plan for Progress and Preservation viene pubblicato.
- 1951 – il primo York Festival, riporta in auge le York Mystery Plays.
- 1956 – viene aperto il Castle Mills Bridge
- 1961 – 16 dicembre: viene aperto il York Cold War Bunker.
- 1962 – 11 aprile: viene aperto lo York Crematorium.[29]
- 1963 
  - l'Università di York viene fondata con un campus a Heslington.
  - 28 ottobre – viene aperto il Clifton Bridge.
- 1967–1972 – vengono rafforzate le fondamenta della York Minster.
- 1968 – il visconte Esher pubblica York: a study in conservation.
- 1969 – Rowntree's si unisce a Mackintosh's.
- 1970 – 25 ottobre: Margaret Clitherow viene canonizzata come Santa Margherita di York.
- 1971
  - viene pedonalizzata l'area di Stonegate
  - York diviene una Army Saluting Station.
- 1975 – 27 settembre: viene aperto il National Railway Museum, il primo museo nazionale fuori di Londra.
- 1976–79 – lo York Archaeological Trust inizia gli scavi riportando alla luce l'antica Jórvík.
- 1976
  - apre il nuovo York Hospital.
  - Rowntree's introduce la barretta di cioccolato Yorkie.
  - la A64 York apre ufficialmente.
  - 25 ottobre: chiude la Foss Island Power Station.[30]
- 1982 – 31 maggio: Giovanni Paolo II visita la città come parte della sua visita nel Regno Unito: 200.000 persone lo accolgono al York Racecourse per la celebrazione della messa.
- 1983 – 4 luglio: BBC Radio York inizia le trasmissioni permanenti.
- 1984
  - c. aprile: apertura del Coppergate Shopping Centre e dello Jorvik Viking Centre.
  - 9 luglio: un incendio nel transetto sud della York Minster, probabilmente causato da un cortocircuito in una recente tempesta, causa estesi danni alla cattedrale.[31]
- 1987 – 11 dicembre: viene completato lo York Outer Ring Road.
- 1988
  - novembre: la River Foss Barrier viene completata.
  - la Rowntree Mackintosh Confectionery viene acquistata dalla Nestlé.
- 1989 – viene chiusa la Foss Islands branch line.
- 1992 – 4 luglio: la Minster FM inizia le proprie trasmissioni.
- 1993 – Terry's viene comprata dalla Kraft Foods Inc.
- 1997 – ultima corsa commerciale sul fiume Foss.
- 1998 – i centri commerciali di Monks Cross e McArthur Glen ed il parco scientifico dell'università locale vengono aperti.

## XXI secolo
- 2000 – ottobre–novembre – una pesante inondazione del fiume Ouse colpisce la città.
- 2001 – 10 aprile: viene aperto il Millennium Bridge.
- 2007 – la York sugar beet chiude.[32]
- 2014
  - 6 luglio: York ospita la partenza della seconda tappa del Tour de France.
  - viene aperto il Vangarde Shopping Park.
- 2015
  - Pasqua: viene aperto lo York Army Museum.
  - dicembre: una pesante inondazione del fiume Ouse colpisce la città.